# João Victor (Fußballspieler, 1994)
João Victor (* 27. März 1994 in São José dos Campos; voller Name João Victor Santos Sá) ist ein brasilianischer Fußballspieler.

## Karriere

### Karrierebeginn in Brasilien und Wechsel nach Österreich
João Victor begann seine Karriere bei Palmeiras São Paulo. 2014 kam er von der U-20-Mannschaft von Palmeiras zum São José dos Campos FC. Zwischen 2014 und 2015 kam er zu 31 Einsätzen für den Verein in der dritten Stufe der Staatsmeisterschaft von São Paulo. Dabei erzielte er sechs Tore.
Zur Saison 2015/16 wechselte er nach Österreich zum Zweitligisten Kapfenberger SV. Im Juli 2015 debütierte er für die Steirer in der zweiten Liga, als er am zweiten Spieltag jener Saison gegen den SC Austria Lustenau in der Startelf stand und in der 81. Minute durch Florian Flecker ersetzt wurde. Im September 2015 erzielte er bei einem 2:1-Sieg gegen Lustenau seine ersten beiden Tore für Kapfenberg. In seiner ersten Saison in Österreich kam er zu 29 Zweitligaeinsätzen, in denen er neun Tore erzielte. In der Saison 2016/17 absolvierte er 35 der 36 Saisonspiele und erzielte dabei 14 Tore, womit er bester Torschütze der Steirer war. Lediglich am 26. Spieltag fehlte er gegen den FC Blau-Weiß Linz gesperrt.

### Trotz Dopingsperre in die Bundesliga
Am 18. Juli 2017 wurde João Victor wegen Dopings für zwei Jahre gesperrt. Bei einer Kontrolle am 5. Mai 2017 wurde die verbotene Substanz Isomethepten nachgewiesen. Der Beginn der Sperre war der 27. Mai 2017, der letzte Pflichtspieleinsatz des Brasilianers. Später wurde die Sperre auf sechs Monate verkürzt, wodurch sie am 26. November 2017 endete. João Victor hätte innerhalb von vier Wochen Rechtsmittel ergreifen können.
Trotz der Sperre wechselte er im Juli 2017 zum Bundesligisten LASK. Obwohl João Victor bei Kapfenberg noch einen laufenden Vertrag hatte, wurde er von den Linzern ablösefrei unter Vertrag genommen, da die von Kapfenberg gezogene Option zur Verlängerung als rechtswidrig erachtet worden war. Im Oktober 2017 wurde den Oberösterreichern Recht gegeben und ein Antrag von Kapfenberg auf Verweigerung der Spielgenehmigung von der Bundesliga abgelehnt. Im selben Monat stieg er aufgrund seiner Sperre auch erst ins Training bei seinem neuen Verein ein. Nach dem Ablauf der Sperre debütierte er im November 2017 in der höchsten österreichischen Spielklasse, als er am 17. Spieltag der Saison 2017/18 gegen den Wolfsberger AC in der 63. Minute für Bruno eingewechselt wurde. In jenem Spiel erzielte er in der Nachspielzeit auch den Treffer zum 2:0-Endstand. Im Dezember 2017 stand er am 21. Spieltag gegen den FC Admira Wacker Mödling erstmals in der Startelf des LASK. Bei einem 3:1-Sieg gegen die SV Mattersburg im März 2018 erzielte er seinen ersten Doppelpack in der Bundesliga. Bis Saisonende absolvierte er 20 Spiele in der Bundesliga und erzielte dabei sieben Tore.
Im Juli 2018 absolvierte er im Zweitrundenhinspiel der Qualifikation zur Europa League gegen den Lillestrøm SK sein erstes internationales Bewerbsspiel. Der LASK besiegte die Norweger nach zwei Siegen mit einem Gesamtscore von 6:1 und stiegen in die dritte Runde auf, wo man auf Beşiktaş Istanbul traf. Nach einer 1:0-Niederlage im Hinspiel schied man durch ein Tor in der 90. Minute aufgrund der Auswärtstorregel nach einem 2:1-Heimsieg aus dem Bewerb aus. João Victor hatte in jenem Spiel in der 42. Minute den Treffer zum zwischenzeitlichen 1:0 erzielt.

### VfL Wolfsburg
Zur Saison 2019/20 wechselte João Victor in die deutsche Bundesliga zum VfL Wolfsburg, bei dem er einen bis Juni 2023 laufenden Vertrag erhielt. Er folgte damit seinem Trainer Oliver Glasner, der ebenfalls vom LASK nach Wolfsburg ging. In Wolfsburg erzielte er beim 2:0-Auswärtssieg gegen Eintracht Frankfurt am 12. Spieltag seinen ersten Treffer in der deutschen Bundesliga.

### Wechsel in die VAE
Mitte August 2021 wechselte João Victor in die Vereinigten Arabischen Emirate und schloss sich dem Erstligisten al-Jazira Club an. Hier gewann er in seinem ersten Pflichtspiel auf Anhieb den UAE Arabian Gulf Super Cup. Außerdem nahm er im Dezember 2021 mit der Mannschaft an der FIFA-Klub-Weltmeisterschaft teil und erreichte dort die zweite Runde, wo man al-Hilal aus Saudi-Arabien mit 1:6 unterlag. 

### Über Brasilien nach Russland
Im März 2022 gab dann der Botafogo FR aus der brasilianischen Série A die Verpflichtung des Spielers bekannt. Für Botafogo absolvierte er in zwei Spielzeiten insgesamt 60 Partien im brasilianischen Oberhaus. Im Februar 2024 verließ er Brasilien wieder Richtung Europa und wechselte nach Russland zum FK Krasnodar.

## Erfolge
- UAE-Arabian-Gulf-Super-Cup-Sieger: 2021